# Samsung Heavy Industries
Samsung Heavy Industries Co., Ltd. (кор. 삼성중공업) (SHI) є одним з найбільших суднобудівників у світі та одним із «Великої трійки» суднобудівників Південної Кореї (включаючи Hyundai і Daewoo). В Кодже (в Південний Кьонсан) є одна з найбільших верфей у світі, яка має 3 сухі доки та 5 плавучих доків. Основна дочірня компанія Samsung Group, найбільшого  конгломерат Південної Кореї, SHI зосереджується на проектуванні, закупівлях, будівництві, введенні в експлуатацію та доставці: транспортних суден для комерційної промисловості, верхових модулів, бурових і плавучих виробничих установок для нафтового та газового сектору, козлових кранів для виробничих верфей, цифрових приладів та приладів керування для суден, інших будівельних та інженерних послуг.
SHI управляє виробничими потужностями в країні та за кордоном, включаючи заводи з виготовлення корабельних блоків у Нінбо та Жунчен, Китай. Зокрема, Geoje Shipyard, найбільша верф SHI в Південній Кореї, може похвалитися найвищим показником обороту доків у світі. Найбільший з трьох доків, док № 3, має довжину 640 метрів (2100 футів), ширину 97,5 метрів (320 футів) і глибину 13 метрів (43 фути). У цьому доку будуються переважно надвеликі кораблі, які мають найвищу у світі ефективність виробництва з річним коефіцієнтом обороту доку 10 і спуском на воду 30 кораблів на рік.
SHI спеціалізується на будівництві суден з високою доданою вартістю та спеціального призначення, включаючи судна для перевезення СПГ, морські судна, судна для буріння нафти, FPSO/FSO, надвеликі контейнеровози та арктичні човникові танкери. Останнім часом компанія SHI зосередилася на СПГ-танкерах і бурових суднах.

## Історія
Samsung Heavy Industries була заснована в 1974 році, завод компанії був відкритий в Чханвоні. Незабаром SHI придбала Woojin, після чого почалося будівництво суднобудівних об'єктів Geoje і злиття з Daesung Heavy Industries.
Samsung Shipbuilding і Daesung Heavy Industries були об’єднані під керівництвом Samsung Heavy Industries в 1983 році. Відтоді компанія докладала зусиль до впровадження нових технологій і розробки продуктів, одночасно розширюючи сферу бізнесу на важке обладнання та будівництво.
З 21 століття SHI почала серйозно будувати СПГ і великі пасажирські судна, а також експортувала суднобудівні технології до Сполучених Штатів. Samsung Heavy Industries вирішила просунутися на ринок круїзних суден, останню залишився оплот суднобудівників ЄС. Компанія заявила, що вступ у компанію був необхідним для збереження її позиції номер один на світовому ринку суднобудування. У 2009 році SHI уклала контракт на будівництво нового житлового круїзного лайнера під назвою Utopia, який стане найбільшим пасажирським судном, коли-небудь зібраним в Азії. До 2016 року корабель випробує воду.